# Efekt Magnusa

Linie prądu płynu wokół obracającego i poruszającego się ciała

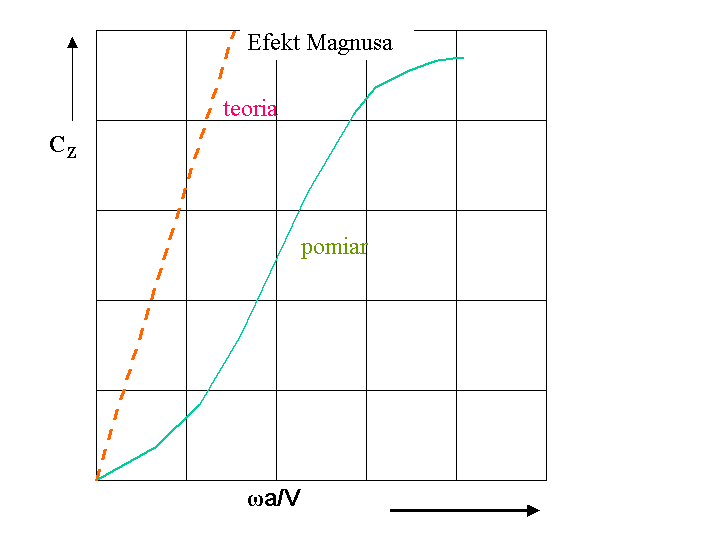
Teoretyczne i uzyskiwane drogą pomiaru wartości współczynnika siły nośnej

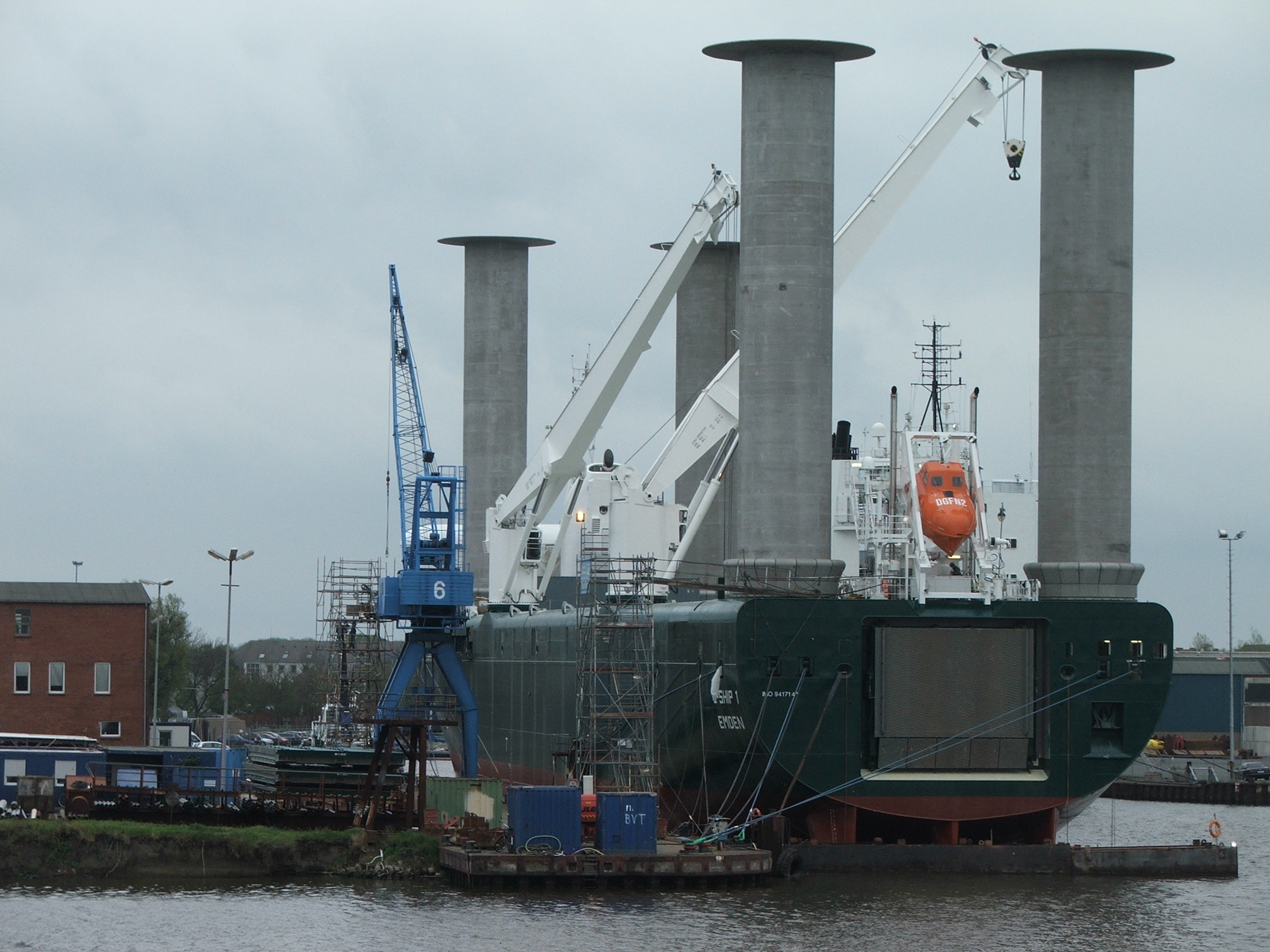
Rotorowiec E-Ship 1 z wirnikami

Efekt Magnusa – zjawisko polegające na powstawaniu siły prostopadłej do kierunku ruchu, działającej na obracający i poruszający się względem płynu (cieczy, gazu) walec lub inną bryłę obrotową.

## Historia
Isaac Newton opisał efekt zmiany kierunku lotu piłek tenisowych i prawidłowo określił jego przyczynę. W 1742 roku Benjamin Robins, brytyjski matematyk, balistyk, badacz i inżynier wojskowy, wyjaśnił odchylenie trajektorii kul muszkietu. Jednak za odkrywcę efektu uważa się niemieckiego fizyka Heinricha Gustava Magnusa, który opisał to zjawisko w 1852 roku. Możliwość inwersji siły Magnusa przez zmianę warunków doświadczalnych, prędkości obrotowej czy nierówności ściany, ujawnił Lafay w 1910. W związku z pracami Prandtla w 1904 roku, dopiero w 1955 roku, Krahn połączył efekt Magnusa z lepkością i zjawiskiem warstwy przyściennej.
Wartość siły określa prawo Kutty-Żukowskiego, mówiące, że jeżeli nieściśliwy płyn opływa nieskończenie długi walec, którego oś jest ustawiona prostopadle do kierunku przepływu niezaburzonego, to na jednostkę długości walca działa siła nośna określona wzorem:
{\displaystyle F=\rho \cdot (V\times \Gamma )}
W pobliżu powierzchni obracającego się walca na skutek adhezji prędkość obwodowa cząsteczek płynu jest taka sama jak prędkość obwodowa walca i wynosi dla walca o promieniu ‘a’
{\displaystyle u=\omega \cdot a}
cyrkulacja prędkości będzie równa:
{\displaystyle \Gamma =\omega \cdot a\cdot 2\pi a}
a siła nośna:
{\displaystyle F_{L}={\frac {1}{2}}C_{z}\cdot \rho \cdot A\cdot V^{2}}
gdzie:
- {\displaystyle C_{z}} – współczynnik siły nośnej,
- {\displaystyle \rho } – gęstość płynu
- {\displaystyle V} – prędkość płynu,
- {\displaystyle a} – promień walca,
- {\displaystyle A} – powierzchnia przekroju poprzecznego walca,
- {\displaystyle \Gamma } – oznacza cyrkulację prędkości wzdłuż dowolnego konturu zamkniętego obejmującego jeden raz walec.